# Навабад (Афганистан)
Навабад (дари نو آباد) — кишлак на северо-востоке Афганистана, в вилаяте (провинции) Бадахшан. Входит в состав района Зебак.

## Географическое положение
Навабад расположен на юго-востоке Бадахшана, в высокогорной местности, в левобережной части долины реки Важлине, на расстоянии приблизительно 91 километра к юго-востоку от города Файзабада, административного центра вилаята. Абсолютная высота — 2607 метров над уровнем моря. Ближайшие населённые пункты — кишлак Хальхан, кишлак Шингук.

## Население
Языком большинства населения Навабада является дари.

## Экономика
Главной отраслью экономики является сельское хозяйство. Основные культуры, выращиваемые на окрестных полях — пшеница и кукуруза.